# Lithomyrtus retusa
Lithomyrtus retusa là một loài thực vật có hoa trong Họ Đào kim nương. Loài này được (Endl.) N.Snow & Guymer mô tả khoa học đầu tiên năm 1999.